# Kanton Saint-Genis-Laval
Kanton Saint-Genis-Laval (francouzsky Canton de Saint-Genis-Laval) je francouzský kanton v departementu Rhône v regionu Rhône-Alpes. Tvoří ho čtyři obce.

## Obce kantonu
- Brignais
- Chaponost
- Saint-Genis-Laval
- Vourles